# Wim Crusio
Wim Crusio (n. 20 decembrie 1954, Bergen op Zoom, Brabantul de Nord, Țările de Jos) este un neurogenetician comportamental neerlandez. El este cercetător cu gradul de directeur de recherche într-un laborator al Centrului Național Francez de Cercetări Științifice din Talence, Franța. Din 2002 până în 2011 a fost redactor șef al revistei științifice Genes, Brain and Behavior și întrucât 2017 al revistei Behavioral and Brain Functions.